# Olga Kniazeva
Olga Nikolaevna Kniazeva (em russo: Ольга Николаевна Князева; Cazã, 9 de agosto de 1954 – 3 de janeiro de 2015) foi uma esgrimista de florete e treinadora soviética que conquistou a medalha de ouro nos Jogos Olímpicos de 1976, em Montreal.

## Biografia
Kniazeva começou a praticar esgrima aos doze anos de idade, em 1966. Aposentou-se dos eventos e virou treinadora em sua cidade natal, ela também lesionou no Instituto de Economia e Finanças do Estado de Cazã.
Após os Jogos Olímpicos de 1976, casou-se com Rafael Dubov, um antigo amigo de infância. O casal tiveram dois filhos, Aleksandr e Nina, que também praticaram esgrima.

## Carreira

### Jogos Olímpicos
Kniazeva participou de apenas uma edição de Olimpíadas, nos Jogos de Montreal em 1976. No evento individual, ela integrou o segundo grupo da primeira fase, quando se classificou com três vitórias sobre Nancy Uranga, de Cuba; Marie-Paule Van Eyck, da Bélgica; e Katarína Lokšová-Ráczová, da Checoslováquia. Apesar disso, uma derrota para a sueca Kerstin Palm decretou a segunda colocação do grupo. Na segunda fase, ela estreou com um revés para Lokšová-Ráczová, mas se recuperou vencendo os outros quatro embates. Prosseguindo nas fases eliminatórias, Kniazeva encontrou novamente a checa Lokšová-Ráczová, saindo vitoriosa no embate; contudo, ela foi superada pela francesa Brigitte Gapais-Dumont e pela húngara Ildikó Farkasinszky-Bóbis. Com os resultados negativos, disputou uma fase classificatória denominada na época como semifinais. Na ocasião, ela obteve três vitórias e duas derrotas, encerrando o evento na nona posição.
Já no evento por equipes, Kniazeva disputou apenas a partida contra o Canadá na primeira fase, saindo vitoriosa nos quatro embates que realizou. Nas duas fases seguintes, ela participou dos triunfos sobre Polônia e Alemanha Ocidental, classificando a equipe para a decisão. Nesta, contribuiu vencendo seus três embates contra as francesas. No geral, as soviéticas conquistaram a medalha de ouro.

### Em outras competições
Integrante da equipe de sabre feminina da União Soviética entre 1972 e 1978, Kniazeva possuí diversas conquistas em campeonatos mundiais, continentais e nacionais. O ano de 1975 foi o melhor considerando os resultados, quando venceu a Copa do Mundo de Esgrima e o evento por equipes do mundial de Budapeste, além da medalha de prata no evento individual. No final da temporada, foi eleita a melhor esgrimista do ano pela Federação Internacional de Esgrima.
Nos campeonatos mundiais, ela possuí outras conquistas expressivas com a equipe soviética, incluindo quatro títulos (1974, 1975, 1977 e 1978) e uma prata em 1973. Ela também possuí dois títulos da Taças de Equipes Europeias de Esgrima em 1975 e 1976.
Em campeonatos nacionais, conquistou três títulos por equipes (1974, 1976 e 1977), uma prata (1973) e um bronze (1975), além de segundo bronze no evento individual de 1976.